# Mocsáry Gábor
Mocsáry Gábor (1942) pedagógus, hangmérnök, szakíró.

## Életrajza
- 1960-1965 MN-ETI-BME Híradó-tiszti felsőfokú képzés, mérnök-tanári oklevél, 1968-1973 polgári villamosmérnöki oklevél, gyengeáramú tagozat, híradástechnika mikró-hullámú szak. Fakultatív színestelevízió-elektroakusztika. Zenei tanulmányok, 4 + 4 év (konz.) zongora szakon.
- 1965-1993 Ifjúsági Lapkiadó Vállalat főmunkatársa. 1969-1972 Rádiótechnika folyóirat rovatvezetője, szakíró. Kb. 1500 szakcikk, áramkör, technológia, CAD program, és egyéb könyv, publikáció szerzője.
- 1965-1969 EIVRT Alkalmazástechnikai Laboratórium fejlesztő mérnöke, munkaterülete a színes televízió képeltérítő és nagyfeszültségű áramkörei és a sztereó technika. Tagja a KGST Prototípus Bizottságának. Számos hazai tv készülék áramköri tervezésének részese.
- 1969-1973 GELKA szerviz mérnöke, szakterülete az elektroakusztika, hangrögzítés.
- 1973-1975 az UVATERV Kiadói csoport-vezetője, mellék foglalkozásként színházi-, és koncerthangosítással, annak műszaki fejlesztésével foglalkozik. Kidolgozza és próbaüzemelteti az első magyar sztereó színházi hangrendszert, együttműködve a filmgyári hangmérnökökkel (Állami Bábszínház).
- 1975-1984 MHV vágó-, hangmérnöke, stúdió utómunkálati csoportvezető. Honosítja és kidolgozza a komputer ellenőrzésű (Neumann VMS-70) majd a komputer vezérlésű (Neumann VMS-80) hanglemezvágási technológiákat. Elkészíti az első KGST és magyar Maxi-Singli, nagy sebesség-amplitúdóval vágott, az első direkt vágott, az első félsebességgel vágott hanglemezeket és ezek technológiáját kidolgozva bevezeti a tömeggyártásukat. Részt vesz a Neumann-Teldec DMM technológia fejlesztő csoportjában, az üveg alapú lakklemezek fejlesztésében (PYRAL) és először a világon alkalmazza a lakkvágás és a galvanoplasztikai eljárások elektronmikroszkópos ellenőrzését. Fejlesztéseket és újításokat vezet be a kompakt kazettasokszorosításnál alkalmazott mesterszalagoknál, kidolgozza a soksávos popzenei felvételeknél alkalmazott különleges MS technikát, az így készült felvételével elsőként juttat be magyar pop zenekart a MIDEM döntőbe. Nemzetközi tendereken pályáztatott tesztlemezeivel számos nagy értékű bérmunkát hoz Magyarországra. Részt vesz a CBS zenei archívumának többéves fémmatricákra mentésében, eközben számos újítást vezet be az archív felvételek konzerválása területén. Együttműködik a világ több nagy hanglemezgyárával, stúdiójával. Részt vesz a digitális technika és a CD hazai fejlesztésében, elkészíti az első Digital Mastering-et, kidolgozza a hibrid lemezek vágási technológiáját.
- 1984-1993 Nemzeti Színház hangmérnöke. Aktív hangmérnöki tevékenysége, több száz Rock-opera és Musical előadás hang scenáriumának készítése, keverése mellett részt vesz az új igények szerinti színházi hangrendszerek fejlesztésében, kiépítésében. Dolgozik többek között az Állami Operaházban, Várszínházban, Arany János Színházban, Szegedi Szabadtéri Játékokon, a Játékszínben, ez utóbbi hangrendszerét tervezi, valamint a nagyobb vidéki színházakban. Oktatja és kineveli a megváltozott igényeknek megfelelő, színházi új hangmester generációt, bevezeti a rádiómikrofonos rendszereket. A szegedi szabadtéri játékokon az országban először látja el élőben, zenekarral, kórussal, szólistákkal bemutatott Rock-opera (István a király) hangmérnöki feladatait, valamint a stadionbeli előadás hangmérnöke. Színházi munkája mellett németországi megbízásra mobil digitális komolyzenei stúdió tervezését végzi.
- 1990-1998 Alpha-Line stúdió vezető hangmérnöke. 1991-ben elkészíti a világon az első 19 bites „Full-Digital” komolyzenei CD sorozatot (Bach kantáták) és ez a felvétel lesz az év legjobb digitális komolyzenei felvétele. Kidolgozza a több bázisú digitális tér szimulációs felvételi eljárást és ezzel a különleges technikával, elindul egy nemzetközi sikersorozat. 1992 és 1996 között csak a NAXOS lemezcégnek 134 komolyzenei CD felvételét készíti el. Az opera felvételek sorában az első rögtön az év hanglemeze lett. Dolgozik itthon és külföldön szinte minden nagy zenekarral, hanglemez céggel, világhírű előadókkal. Kiemelkedik a sorból 1995-ben a RICORDI kiadó olaszországi megbízásai, az eredeti Bánk-bán hazai digitális sztereó felvétele, az első DVD 5.1 filmzene felvételek. Munkáival számos hazai zenekart és előadó művészt tett nemzetközileg is ismertté.
- 1996-tól 2021-ig az oktOpus Multimédia Intézet oktatási igazgató helyettese. 2023-ig digitális technikát, számítástechnikát, felvételtechnikát, pszichoakusztikát tanított, és gyakorlatokat vezetett. 2023 június 10-edikén A MAGYAR HANGALKOTÓK EGYESÜLETE  (H.S.A.S) "A Magyar Hangkultúra Mestere" díjat adományozta részére a hazai hangkultúra és akusztikus művészetek területén létrehozott kimagasló életműve elismeréseként.

## Felvételek és kiadványok
- Discogs

Munkáival számos hazai zenekart és előadó művészt tett nemzetközileg is ismertté.
- Allmusic- Felvételeinek egy része.

## Tanári pálya
- oktOpus Multimédia Intézet - oktatási igazgató helyettes, vezető tanár, gyakorlatvezető